# 柴田あさみ
柴田 あさみ（しばた あさみ、1979年4月3日 - ）は日本の元タレント、元グラビアアイドル。アバンギャルドに所属していた。

## 来歴
1998年 第3回『ミスヤングマガジン』グランプリ。1998年度のフジテレビビジュアルクイーン。青年誌で活躍していたが、活動わずか1年で引退した。

## 人物
- 趣味は買い物と水泳。プロレス観戦も好きで、好きな選手は天山選手である。現在、チュートリアル徳井に夢中
- 特技はものまね。

## 作品

### 映像作品
- 虹伝説~スプモーニ~（1998年4月、バンダイ・ミュージックエンタテインメント）
- Visual Queen of The Year'98「柴田あさみ Door into・・・・」（1998年8月、ポニーキャニオン）

## 出演

### テレビ
- デジタルNet・TV（テレビ朝日）
- 平成女学園（テレビ東京）
- BiKiNi（テレビ東京）
- 雛かっぱー（テレビ朝日）
- ナイナイナ（テレビ朝日）
- グラビアの美少女（MONDO21）

### 映画
- TOKYO TRIBE（2014年監督:園子温）
- 新宿スワン（2015年:園子温）
- リアル鬼ごっこ（2015年:園子温）

### CM
- カルビー「さやえんどう」
- 日本無線「アステルPHS」

## 書籍

### 写真集
- 虹伝説（1998年4月、コアラブックス）ISBN 978-4876934027
- 3(three)（1998年5月、ぶんか社、撮影：上野いさむ）ISBN 4-8211-2221-9・・・共演：君嶋ゆかり、廣瀬真弓
- Winds（1998年10月、音楽専科社、撮影：西田幸樹）ISBN 4-87279-011-1